# Callichirus kraussi
Callichirus kraussi is een tienpotigensoort uit de familie van de Callianassidae. De wetenschappelijke naam van de soort is voor het eerst geldig gepubliceerd in 1900 door Stebbing.